# Монгольська мова

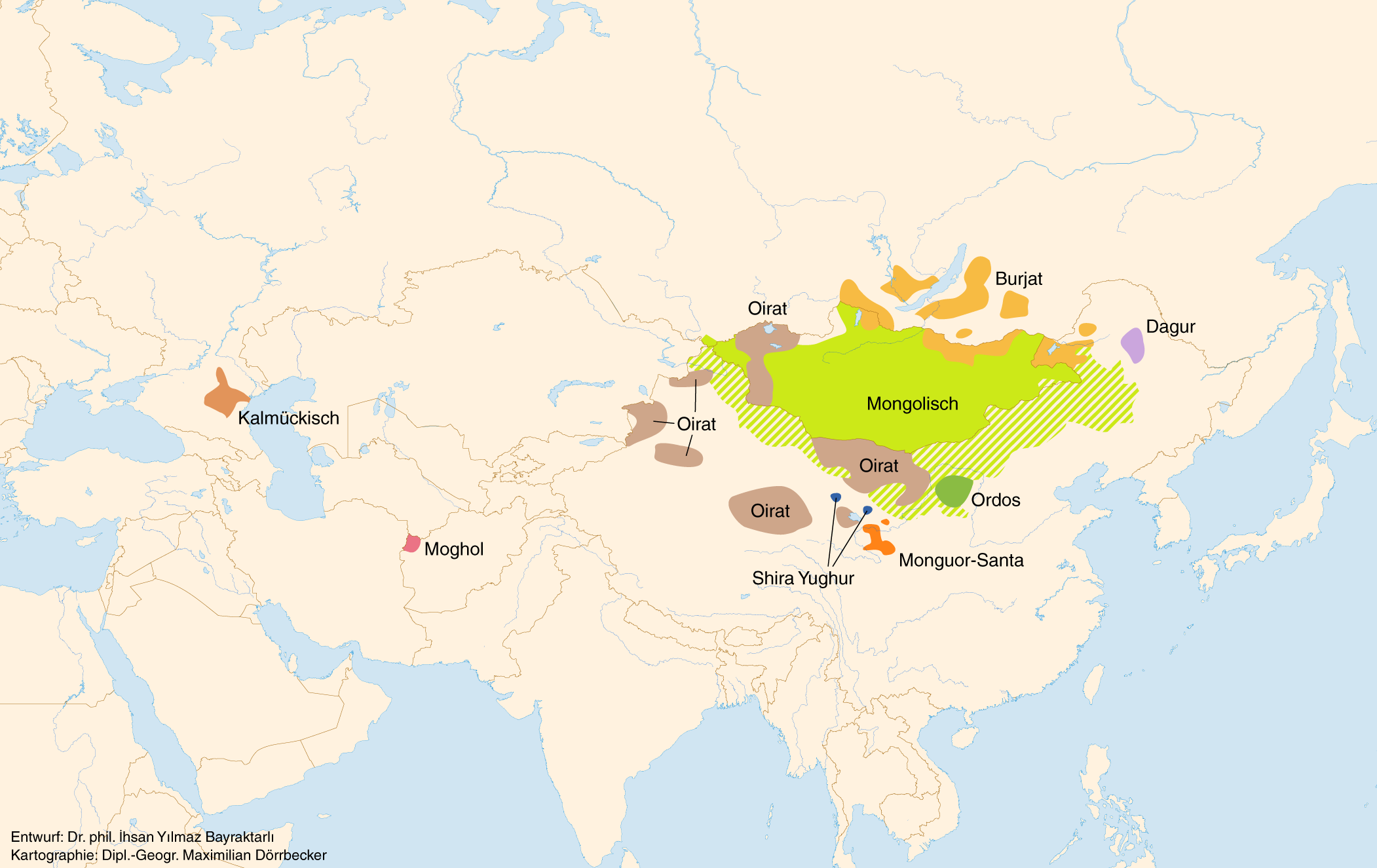
Розповсюдження мов монгольської групи, світло-зеленим зображена власне монгольська

Монгóльська мóва (монгол хэл, монг. пис. ᠮᠣᠩᠭᠣᠯ ᠬᠡᠯᠡ, mongol khel) — офіційна мова Монголії з 1921 року. Належить до монгольської групи мов.
Літературна мова розвивається на базі халхаського діалекту. Монгольська мова також розповсюджена в автономному районі Внутрішня Монголія (КНР), хоча кількість мовців там з часом скорочується, російському Далекому Сході та Киргизстані. Загальна кількість мовців становить близько 5 мільйонів. Сучасна мова (з її діалектами) сформувалася у XIV—XVI століттях на базі одного з діалектів давньомонгольської мови.
Більшість мовців у Монголії розмовляють на діалекті халха, ті, що проживають у Китаї, розмовляють на чахарській, ойратській і баргу-бурятській групах діалектів.

## Класифікація монгольської мови
Теорія алтайської мови підтримує гіпотезу, за якою монгольська мовна сім'я входить до складу великої алтайської мовної сім'ї, що також містить тюркські і тунгуські мови. Зв'язані мови  містять калмицьку мову, мовці якої мешкають біля Каспійського моря і бурятську мову Східнього Сибіру, а також низку інших мов в Китаї і могольську мову Афганістану.

## Географічне розповсюдження
У Монголії монгольською мовою розмовляють понад два мільйони людей. Крім того, три мільйони носіїв мови є мешканцями півночі Китаю, проте вони становлять меншість населення Внутрішньої Монголії. Особливо це стосується міських населених пунктів. Монгол халха — національна мова Монголії. У Внутрішній Монголії, стандартна монгольська мова базується на діалекті монгол чахар.

### Словник
Словниковий запас монгольської мови містить чимало історичних запозичень, особливо зі старих тюркських мов, санскриту (часто через уйгурську), мов мешканців Тибету, китайської і тунгуської, що доповнюється недавнішими запозиченнями з російської мови, китайської і англійської мови. Мовні комісії Монголії доклали зусиль для передачі новітньої термінології монгольською мовою, таким чином з'явилися такі монгольські слова як, наприклад, президент «ерөнхийлөгч» («генералізатор») і пиво «шар айраг» («жовтий кумис»). Існує також невелика кількість кальок, наприклад, ‘населення’ hün від китайського rénkŏu (人口; населення).

### Морфологія
Сучасна монгольська є аглютинативною, виключно суфіксальною мовою. Більшості суфіксів складаються з єдиної морфеми. Монгольська має багатий ряд морфем, що дозволяє створювати складніші слова від простого коріння. Наприклад, слово <Bajguullagynh> складається з кореневого <baj->, щоб ‘бути’, вставний <-g->, причинний <-uul-> (потім для ‘підстави’), похідний суфікс <-laga>, який формує іменники, створені дією (‘організація’) і складний суфікс <-ynh>, що означає що-небудь, що належить до зміненого слова (<-yn> був би родовим).
Монгольська мова має вісім відмінків:
- називний відмінок (немаркований);
- родовий відмінок;
- давальний відмінок;
- знахідний відмінок;
- відкладний відмінок;
- орудний відмінок;
- комутативний;
- направлений.

Основна відмінність між сучасними діалектами — це вживання африкат дж, дз, ц, ч; виділяються свистячі-шиплячі діалекти (в яких присутні всі чотири звуки) та шиплячі діалекти (в яких існують лише дж, ч).
Структура сучасної мови відрізняється від давньої, серед іншого, відсутністю особово-предикативних часток.

### Графіка
Монгольська мова з давніх часів записувалася особливим вертикальним письмом. Цим письмом і досі користуються в китайській Внутрішній Монголії. У самій же Монголії починаючи з 1945 року було введено кирилицю з доданням двох літер (ө, ү). Кирилиця для запису монгольської мови використовується і досі.
Найближчим часом (до 2025 року) в Монголії планується розширення використання традиційного письма паралельно з кирилицею.

## Група монгольських мов
Халха-монгольська мова входить у монгольську мовну сім'ю. Ця сім'я ділиться на групи: північно-монгольські мови — бурятська, калмицька, ордосська, хамніганська, ойратська; південно-монгольські мови — дагурська, шира-югурська, дунсянська, баоанська, ту (монгорська); окремо стоїть могольська в Афганістані. Ці мови є досить близькими одна до одної.
Відмінності між мовою монголів держави Монголія і мовою монголів Внутрішньої Монголії КНР зачіпають фонетику, а також такі вельми варіативні в межах монгольської сім'ї морфологічні параметри, як набір дієприслівникових форм і наявність (або відсутність) деяких периферійних відмінкових форм. Такого ж типу відмінності є між діалектами усередині як монгольської мови власне Монголії, так і усередині мови монголів Внутрішньої Монголії. Насправді це одна мова, розділена державним кордоном, причому багато говорів представлено по обидві її сторони. До цього відноситься узагальнювальний термін сучасна монгольська мова; всього нею говорить понад 5 млн (за іншими оцінками, до 6 млн) осіб, тобто понад три чверті усього монголомовного населення. Близько 6 тис. монголів живуть на Тайвані; 3 тисячі, згідно з переписом 1989, жили в СРСР.
Розділеність має наслідки, в основному, зовнішньомовного характеру: в Монголії й у Внутрішній Монголії різні літературні норми (в останньому випадку норма заснована на старописемній мові); крім того, діалекти Внутрішньої Монголії зазнали відчутного впливу китайської мови в галузі лексики та інтонації.

## Історичні монгольські мови
При ще ширшому трактуванні поняття «Монгольська мова» розширюється не лише географічно, але й історично, і тоді в нього вміщується загальномонгольська мова, що існувала приблизно до XII століття, а також старописемна монгольська мова — спільна літературна мова всіх монгольських племен з XIII по XVII століття. Діалектна основа останньої незрозуміла; фактично вона завжди була суто письмовою наддіалектною формою, чому сприяло те, що писемність (в основі своїй уйгурська) не дуже точно передавала фонетику слів, що нівелювало міждіалектні відмінності.
Можливо, ця мова сформувалася в якогось із монгольських племен, знищених або повністю асимільованих при виникненні імперії Чингісхана (імовірно, найманів). Заведено вважати, що старописемну монгольську мову відображує стародавніший етап розвитку монгольських мов, ніж будь-який з відомих монгольських діалектів; цим пояснюється його роль в порівняльно-історичному вивченні монгольських мов.
В історії письмової мови виділяють стародавній (XIII—XV ст.), прекласичний (XV—XVII ст.) і класичний (XVII — початок XX ст.) етапи. Терміни, що часто зустрічаються, — «давньомонгольська мова» і «середньомонгольська мова» — застосовуються для позначення спільної, хоч і діалектної роздробленої, мови монгольських племен до XIII ст. і в XIII—XV століттях відповідно. З XVII століття у зв'язку зі створенням Зая-пандітом так званого ясного письма (тод бічиг), пристосованого до особливостей ойратських діалектів, і формуванням ойратської літературної мови, класична старописьменна монгольська мова стала вживатися в основному в східній частині монгольського ареалу — в Халхі (Зовнішній Монголії) і Внутрішній Монголії. У Бурятії поступово сформувалась особлива бурятська форма старописьменної монгольської мови. У Внутрішній Монголії старописьменна мова використовується і понині. У Бурятії була введена писемність спершу на латинській (у 1931), а потім на кириличній (у 1939) основі. В МНР кирилична абетка була введена з 1945. Відповідно там склалися нові літературні мови. У посткомуністичній Монголії, а частково і в Бурятії інтерес до старописьменної мови в наш час[коли?] відроджується, активно ведеться її викладання.
Мова пам'ятників так званої «квадратної писемності» XIII—XIV ст. через наявність ряду структурних особливостей іноді розглядається як особливий різновид монгольської мови.

## Письмові системи
У різні часи для запису монгольської мови використовували різноманітні абетки. Уйгурська абетка була пристосована до монгольської у 1208. Ця так звана старомонгольська абетка використовувалася в Монголії до 1931 року, коли було запроваджено латиницю, а 1937 року й кирилицю. 1941 року традиційна абетка була скасована прорадянським урядом, а недовга спроба відродження традиційної абетки після 1990 була покинута через декілька років.
У Китаї монгольська мова разом з китайською мовою є офіційною в деяких регіонах у Внутрішній Монголії. Там завжди користувалися традиційною абеткою, хоча перехід на кирилицю розглядався перед тим, як відбувалася Китайсько-радянська криза. У Китаї використовується два види монгольського письма — класичне, офіційне серед монголів у державному масштабі і ясне письмо, яке використовується в основному в ойратів у Хінгані.
Змінена кирилиця використовується у монгольській мові у вказаний нижче спосіб:
| Кирилиця | Найменування | IPA      | Переклад |  | Кирилиця | Найменування     | IPA         | Переклад |
| -------- | ------------ | -------- | -------- |  | -------- | ---------------- | ----------- | -------- |
| Аа       | а            | a        | а        |  | Пп       | пэ               | (pʰ), (pʰʲ) | п        |
| Бб       | бэ           | pʲ       | б        |  | Рр       | эр               | rʲ          | р        |
| Вв       | вэ           | wʲ       | в        |  | Сс       | эс               | s           | с        |
| Гг       | гэ           | ɡ,ɡʲ,ɢ   | ґ        |  | Тт       | тэ               | tʰ,tʰʲ      | т        |
| Дд       | дэ           | tʲ       | д        |  | Уу       | у                | ʊ           | у        |
| Ее       | е            | jε~jɜ, e | є        |  | Үү       | ү                | u           | ü        |
| Ёё       | ё            | jɔ       | йо       |  | Фф       | фэ~фа~эф         | (f)         | ф        |
| Жж       | жэ           | ʧ        | ж        |  | Хх       | хэ~ха            | x,xʲ        | х        |
| Зз       | зэ           | ʦ        | з        |  | Цц       | цэ               | ʦʰ          | ц        |
| Ии       | и            | i        | і        |  | Чч       | чэ               | ʧʰ          | ч        |
| Йй       | хагас и      | j        | й        |  | Шш       | ша~эш            | ʃ           | ш        |
| Кк       | ка           | (kʲ)     | к        |  | Щщ       | ща~эшчэ          | (sʧ)        | щ        |
| Лл       | эл           | ɮ,ɮʲ     | л        |  | Ъ ъ      | хатуугийн тэмдэг | '           | '        |
| Мм       | эм           | mʲ       | м        |  | Ыы       | эр үгийн ы       | i:          | и        |
| Нн       | эн           | nʲ       | н        |  | Ьь       | зөөлний тэмдэг   | '           | ь        |
| Оо       | о            | ɔ        | о        |  | Ээ       | э                | e           | е        |
| Өө       | ө            | o        | о        |  | Юю       | ю                | jʊ          | ю        |
|          |              |          |          |  | Яя       | я                | ja          | я        |

Үү і Өө іноді пишуться як Vv і Єє, переважно, використовуючи Російське програмне забезпечення або клавіатури, які їх не підтримують.

## Приклад
«Заповіт» Т. Шевченка монгольською мовою (переклав Мішіґійн Цедендорж):
| ГЭРЭЭСЛЭЛ Нас барахын цагт Намайг оршуулахдаа таминь Өвгөн Днеприйн дэнжид Өргөн налуу талбайд Уужим газар харагдахаар Усны шуугиан сонсогдохоор Сайхан Украин нутгийн минь Саруул талд тавиарай. Тэрсүүд дайсны цусыг Тэнүүн Украин нутгаас Тэнгист урсгасан хойно Тэнгэр бурханд залбирахаар Тэрэлж уулсыг орхиж Тэртээ бунхныд очно Тэр цаг болтол би Тэнгэр бурхныг мэдэхгүй Намайг нутаглуулаад босоорой Наадах дөнгөө эвдээрэй Дайсны халуун цусанд Дайчин зоригоо хатаагаарай Найртай хүн ард минь Намайгаа бүү мартаарай Жаргалтай шинэ орондоо Жавхалантай үгээр дурсаарай. |

(Джерело: Т.Г. Шевченко, Заповіт мовами народів світу, К., Наукова думка, 1989)